# لشكر أباد (ساوجبلاغ)
لشكر أباد هي قرية في مقاطعة ساوجبلاغ، إيران. عدد سكان هذه القرية هو 4,651 في سنة 2006.